# Joseph Carroll McCormick
Joseph Carroll McCormick (* 15. Dezember 1907 in Philadelphia, Pennsylvania; † 2. November 1996 in Scranton, Pennsylvania) war ein US-amerikanischer römisch-katholischer Geistlicher. McCormick war zuletzt Bischof von Scranton.

## Leben
Joseph McCormick absolvierte das St. Charles Borromeo Seminary in Overbrook. Im Anschluss daran ging er nach Rom, wo er am Päpstlichen Römischen Priesterseminar für das Priesteramt studierte. Am 10. Juli 1932 wurde er von seinem Onkel, dem von Papst Benedikt XV. kreierten Kardinal Denis Joseph Dougherty, in Rom zum Priester geweiht.
1936 kehrte er in die Vereinigten Staaten zurück, wo er bis 1944 zunächst als Vizekanzler, später als Kanzler des Erzbistums Philadelphia wirkte. 1944 wurde er Kaplan der St. Stephen's Church in Philadelphia.
Am 11. Januar 1947 ernannte ihn Papst Pius XII. zum Weihbischof in Philadelphia und Titularbischof von Ruspae. Die Bischofsweihe spendete ihm erneut sein Onkel, Kardinal Dougherty, am 23. April 1947. Mitkonsekratoren waren Hugh Louis Lamb, Weihbischof in Philadelphia, und Eugene Joseph McGuinness, Koadjutorbischof von Oklahoma City und Tulsa.
Am 25. Juni 1960 wurde McCormick von Papst Johannes XXIII. zum Bischof von Altoona-Johnstown ernannt. Die Inthronisation fand am 21. September 1960 statt. In dieser Funktion nahm er auch von 1962 bis 1965 am Zweiten Vatikanischen Konzil statt. Während seiner Amtszeit übernahm McCormick die Aufsicht von einigen kirchlichen Einrichtungen, darunter dem Bau eines Altenheims und eines Kindergartens.
Nach sechs Jahren an der Spitze von Altoona-Johnstown wurde McCormick am 4. März 1966 von Papst Paul VI. zum Bischof von Scranton ernannt. Dieses Bistum sollte McCormick knapp 17 Jahre lang leiten. Seinem Rücktrittsgesuch wurde am 15. Februar 1983 von Papst Johannes Paul II. stattgegeben.
Danach konnte er noch einen 13-jährigen Ruhestand genießen. Er starb im November 1996, im Alter von 88 Jahren.